# Colin O’Neill (Leichtathlet)
Colin O’Neill (* 14. August 1948) ist ein ehemaliger britischer Hürdenläufer und Sprinter.
Bei den British Commonwealth Games 1974 in Christchurch wurde er Achter über 400 m Hürden und mit der walisischen Mannschaft Sechster in der 4-mal-400-Meter-Staffel.
1975 wurde er Walisischer Meister über 400 m und 1976 sowie 1977 über 400 m Hürden.

## Persönliche Bestzeiten
- 400 m: 47,28 s, 1976
- 400 m Hürden: 50,58 s, 29. Januar 1974, Christchurch